# Salio
Salio fue un pueblo de la provincia de León que pertenecía al municipio de Pedrosa del Rey en la entonces llamada Comarca de Riaño, referencia de la montaña oriental de León en el entorno de Picos de Europa. Comarca hoy conocida como Montaña de Riaño.
Desapareció en el año 1987, siendo demolido por el Estado, junto con los pueblos vecinos de Anciles, Éscaro, La Puerta, Pedrosa del Rey, Riaño, Huelde, buena parte de Burón, y Vegacerneja parcialmente, quedando posteriormente sus terrenos anegados por el embalse de Riaño.

## Historia

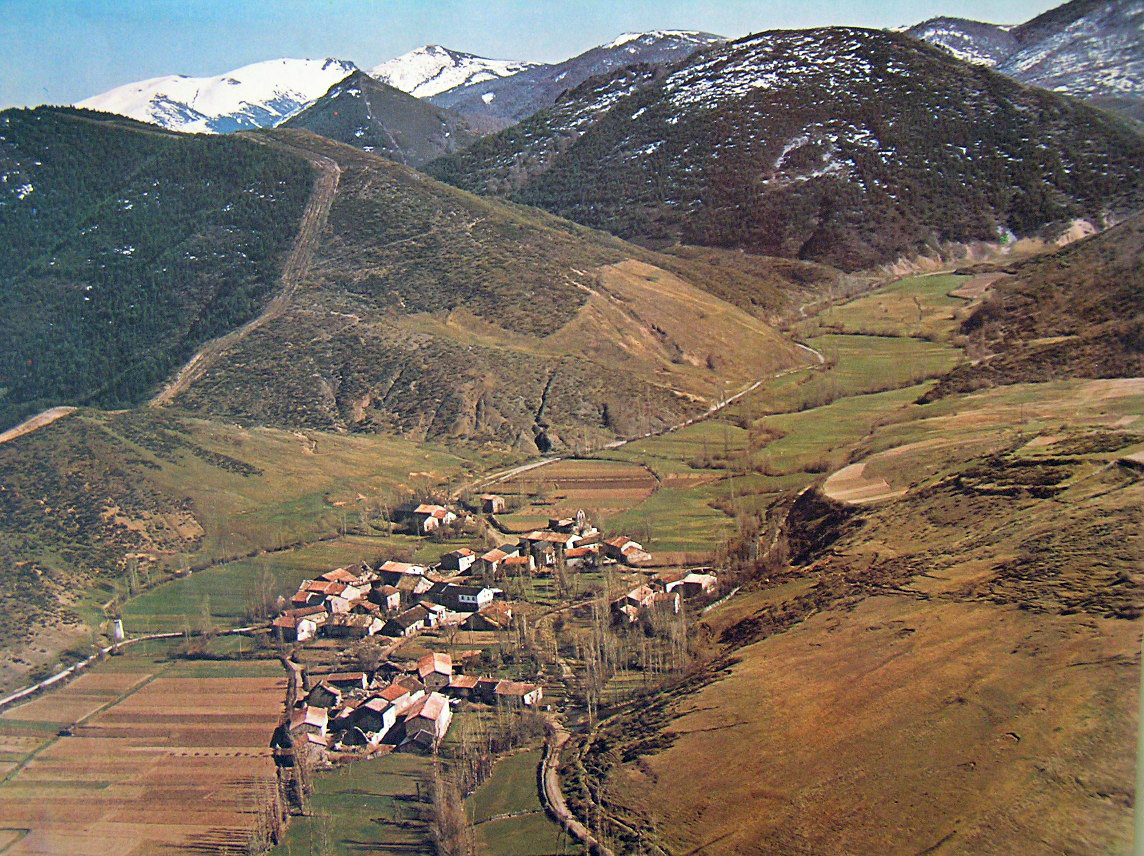
Imagen Panorámica de Salio en 1972. Localidad de la montaña leonesa de Riaño, bajo las aguas de un embalse

Visto desde lo alto de la Peña del Castro -tal vez enclave de tribus cántabras vadinienses-, el pueblo de Salio se nos ofrecía entero, con dos barrios chiquititos y recoletos, de no más de diez o doce casas cada uno. La paja que todavía
recubría algunas techumbres en sus últimos años de existencia, denuncia que aquí, en este pueblo, se conservaban, aunque ya solo utilizadas como almacenes o establos, algunos ejemplares de las conocidas en la zona como -Casas de Humo-, esas rarísimas y ancestrales viviendas que a Julio Caro Baroja le recuerdan a ciertas mansiones neolíticas nórdicas y de la Europa Occidental, aportando otra prueba etnológica sobre las influencias externas en la etnia de los vadinienses. Unas influencias que hasta la propia toponimia denuncia: Salio arranca de la raíz indoeuropea "sal", cuyo significado viene a ser
"correr del agua".
En un extremo, en la parte alta, casi oculta entre una arboleda, la iglesia de Nuestra Señora de la Asunción
alargaba su espadaña y ponía una nota más de sencillez en el reino de lo sencillo. Un notable ejemplo de
la arquitectura rural religiosa del siglo XVI, con reformas que alcanzan al XVIII. Junto a un meritorio y
recargado retablo barroco, este templo albergaba también la ingenua elegancia de una Virgen popular, de
esas pastoriles cuyo estilo abarca toda la gama entre lo gótico y lo barroco, representada de pie, con una
manzana en su mano derecha y el Niño soportado por su brazo izquierdo.